# کوه گچیلبونگ
گچیلبونگ (به لاتین: Gachilbong) یک قله و کوه در کره جنوبی است که در استان گانگوون واقع شده‌است. گچیلبونگ ۱٬۱۶۴ متر بالاتر از سطح دریا واقع شده‌است.